# Grant Brits

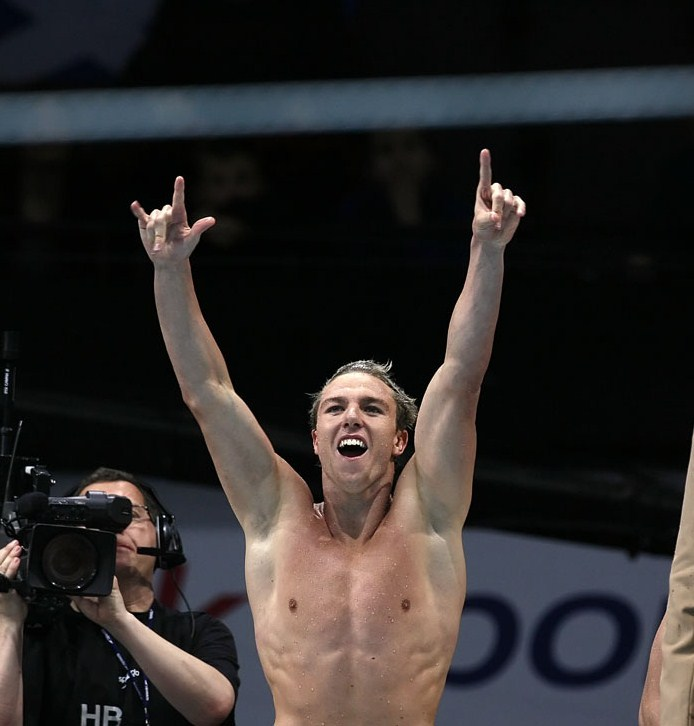
Grant Brits (2008)

Grant Tyson Brits (* 11. August 1987 in Johannesburg, Südafrika) ist ein ehemaliger australischer Schwimmer. Er erhielt 2008 eine olympische Bronzemedaille. Bei Weltmeisterschaften auf der 50-Meter-Bahn erschwamm er eine Silbermedaille, auf der 25-Meter-Bahn erkämpfte er einmal Gold und einmal Silber.

## Sportliche Karriere
Der 1,88 Meter große Grant Brits schwamm für den Barker Aquatic Swim Club in New South Wales. 2011 schloss er sein Wirtschaftsstudium an der Macquarie University ab.
Im April 2006 bei den Kurzbahnweltmeisterschaften in Shanghai siegte die italienische 4-mal-200-Meter-Freistilstaffel mit fünf Sekunden Vorsprung vor den Australiern mit Andrew Mewing, Louis Paul, Grant Brits und Nick Ffrost, die ihrerseits das Ziel 0,18 Sekunden vor dem Quartett aus den Vereinigten Staaten erreichte. 2007 bei den Weltmeisterschaften in Melbourne siegte die 4-mal-200-Meter-Freistilstaffel aus den Vereinigten Staaten in Weltrekordzeit mit fast sieben Sekunden Vorsprung vor Patrick Murphy, Andrew Mewing, Grant Brits und Kenrick Monk. 0,65 Sekunden nach den Australiern schlugen die Kanadier als Dritte an. Bei der Universiade 2007 belegte Brits den fünften Platz über 200 Meter Freistil.
Im April 2008 bei den Kurzbahnweltmeisterschaften in Manchester wurde die australische 4-mal-100-Meter-Freistilstaffel Fünfte in der Besetzung Leith Brodie, Grant Brits, Kirk Palmer und Kenrick Monk. Die 4-mal-200-Meter-Freistilstaffel mit Kirk Palmer, Grant Brits, Nicholas Sprenger und Kenrick Monk gewann den Titel mit fast einer Sekunde vor den Briten. Grant Brits trat in Manchester auch über 50 Meter Freistil an und belegte den sechsten Platz. Bei den Olympischen Spielen 2008 in Peking erreichte die 4-mal-200-Meter-Freistilsatffel mit Nick Ffrost, Grant Brits, Kirk Palmer und Leith Brodie den Finaleinzug mit der fünftschnellsten Vorlaufzeit. Im Endlauf schwammen Patrick Murphy, Grant Hackett, Grant Brits und Nick Ffrost über drei Sekunden schneller als ihre Kollegen im Vorlauf und wurden Dritte hinter dem US-Quartett und den Russen.